# La Garceana
La Garceana es un corregimiento del distrito de Montijo en la provincia de Veraguas, República de Panamá. La localidad tiene 276 habitantes (2010).